# Pierre Afforty
Pierre Afforty, né le 20 novembre 1724 à Aulnay-lès-Bondy (aujourd'hui Aulnay-sous-Bois) et mort le 28 novembre 1802 à Annet-sur-Marne, fut agriculteur à Villepinte. Il a été député du Tiers état aux États généraux.

## Source
- « Pierre Afforty », dans Adolphe Robert et Gaston Cougny, Dictionnaire des parlementaires français, Edgar Bourloton, 1889-1891 [détail de l’édition]